# Vidange
Pour les articles homonymes, voir Vidange (homonymie).

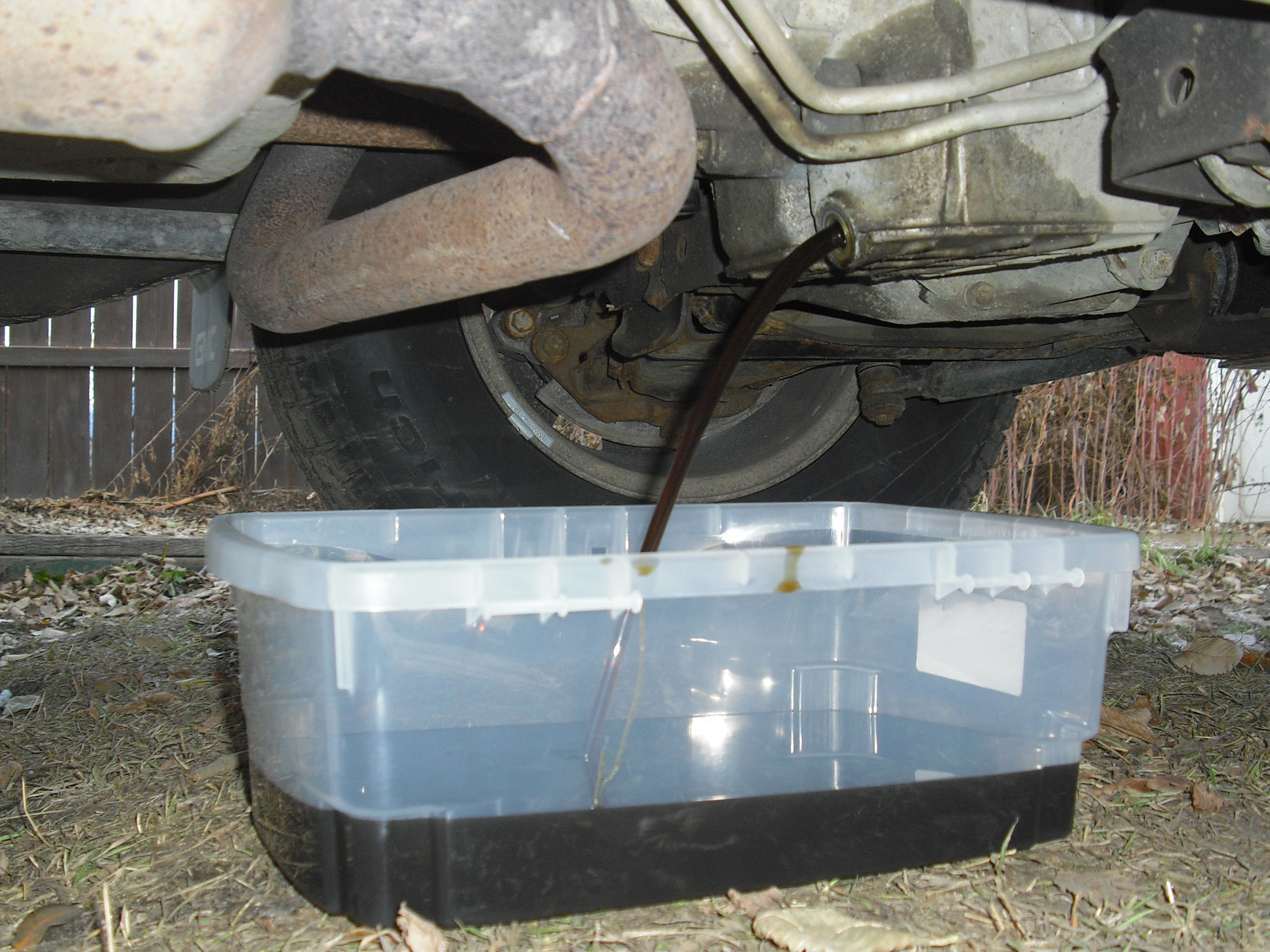
Vidange d'huile sur un moteur de voiture.

Une vidange désigne l'action de vider un réservoir, un carter et/ou un circuit de son contenu liquide.
Pour un véhicule tel une automobile ou une motocyclette, on parle de sa « vidange » pour désigner le remplacement de son huile moteur.

## Exemples de fluides susceptibles d'être vidangés
| Système                                                           | Fluide                                         |
| ----------------------------------------------------------------- | ---------------------------------------------- |
| Moteur à explosion, mécanisme                                     | Huile de synthèse                              |
| Système hydraulique (freinage, presse hydraulique…)               | Fluide hydraulique, liquide de frein           |
| Échangeur de chaleur                                              | Fluide caloporteur, liquide de refroidissement |
| Système de réfrigération                                          | Fluide frigorigène                             |
| Système de transmission (boîte de vitesses, pont…)                | Huile (visqueuse) de transmission              |
| Piscine, étang, réservoir d’ouvrage d'art (lac de barrage…), etc. | Eau                                            |

## En français québécois
En français québécois, vidange est par ailleurs synonyme de déchets.